# Falsepilysta guttata
Falsepilysta guttata är en skalbaggsart som först beskrevs av Aurivillius 1924.  Falsepilysta guttata ingår i släktet Falsepilysta och familjen långhorningar.
Artens utbredningsområde är Filippinerna. Inga underarter finns listade i Catalogue of Life.